# Augustus Grant-Asher
Sir Augustus Grant-Asher (ur. 18 grudnia 1861 w Poona, zm. 15 marca 1921 w Kingussie) – szkocki rugbysta, reprezentant kraju oraz krykiecista.

## Życiorys
W latach 1882–1886 rozegrał siedem spotkań dla szkockiej reprezentacji rugby zdobywając dwa gole, zaś w krykiecie reprezentował Oxford University, Szkocję oraz Marylebone Cricket Club.
Został uhonorowany tytułem szlacheckim oraz odznaczony Orderem Imperium Brytyjskiego w randze Kawalera Komandora (KBE).